# トニー・リュウ
トニー・リュウ（中国名:劉永 1952年2月7日-）は、香港の映画俳優。
現在では、ブルース・リー作品の殆どに出演しているという点でよく知られている。一時芸能活動から退いていたが近年復帰している。

## 出演作品

### 映画
- ドラゴン危機一発（1971年）
- ドラゴン怒りの鉄拳（1971年）
- ドラゴンへの道（1972年）
- 燃えよドラゴン（1973年）
- 電光飛竜拳（1973年）
- ロボフォース 鉄甲無敵マリア（1988年）
- バトル・ラッツ/地獄の地下要塞（1989年）
- 赤壁の戦い -英傑 曹操-（1999年）
- 赤壁の戦い -軍神 孔明-（1999年）
- スー・チー in ヴィジブル・シークレット（2001年）
- 復讐の絆 Revenge: A Love Story（2010年）
- ミセスK〜裏切りの一撃（2016年）

### テレビドラマ
- 流星胡蝶剣（2010年）
- 傾城の皇妃 〜乱世を駆ける愛と野望〜（2011年）
- 七侠五義（2011年）
- 賢后 衛子夫（2013年）
- 鹿鼎記 ロイヤル・トランプ（2014年）
- 皇貴妃の宮廷（2015年）